# 汪超群
汪超群（1942年—），上海嘉定人，中国人民解放军将领、中国人民解放军中将。
毕业于国防大学。2000年，接替黄恒美，担任成都军区空军司令员。2003年，由方殿荣接任。2002年，授中国人民解放军中将军衔。2008年，担任全国人大环境与资源保护委员会委员。